# Black (canção)
"Black" é uma canção da banda norte-americana Pearl Jam. A canção é a quinta faixa do álbum de estreia da banda, Ten, de 1991. Com a letra escrita pelo vocalista Eddie Vedder e a música composta pelo guitarrista Stone Gossard, "Black" é um solilóquio por um homem de coração partido, que está se lembrando de sua amante ausente.
Após Ten tornar-se um sucesso comercial em 1992, a gravadora do Pearl Jam, Epic Records, instigou o grupo a lançar a canção como single. A banda se recusou, citando a natureza pessoal da música. Apesar da falta de uma versão comercial do single, a canção conseguiu atingir o número três nas paradas da Billboard Mainstream Rock Tracks. Versões remixadas da canção foram incluídas no álbum greatest hits do Pearl Jam, Rearviewmirror: Greatest Hits 1991-2003, e na reedição do álbum Ten, em 2009.

## Origem e gravação
A música surgiu como uma demo instrumental sob o nome "E Ballad", que foi composta pelo guitarrista Stone Gossard em 1990. Era uma das cinco músicas compiladas em uma fita chamada Stone Gossard Demos '91 que foi distribuída na esperança de encontrar um vocalista e um baterista para o grupo. A fita fez o seu caminho nas mãos de Vedder, que estava trabalhando como frentista em San Diego,Califórnia, na época. Vedder gravou os vocais para três das canções da fita demo ("Alive", "Once" e "Footsteps") e enviou a fita de volta para Seattle. Ao ouvir a fita, a banda convidou Vedder ir a Seattle. Em seu caminho para Seattle, Vedder escreveu a letra para "E Ballad", que ele chamou de "Black".
O guitarrista Mike McCready no trabalho da guitarra na canção:
| “ | Essa é mais uma exploração de Stevie, comigo tocando pouco as coisas fluindo. Fiquei no meio da viagem- Eu ainda estou, na verdade, mas talvez fosse mais evidente na época. Eu realmente pensei que a canção era linda. Stone compos e ele só me deixou fazer o que eu queria. | ” |

## Recepção
"Black" tornou-se uma das mais conhecidas canções do Pearl Jam e é um pedaço emocional central sobre o álbum Ten. Apesar da pressão da Epic Records, a banda se recusou a lançá-la como um single, sentindo que era pessoal demais e o sentimento seria perdido por um vídeo ou um single. Vedder declarou que "as canções frágeis são esmagadas pelo comércio. Eu não quero ser parte disso. Eu não acho que a banda quer ser parte disso". Vedder chamou pessoalmente os gestores de estações de rádio para saber se a Epic não havia lançado a canção como um single contra a sua vontade. Apesar disso, a canção alcançou o número três nas paradas da Billboard Mainstream Rock Tracks e o número 20 nas paradas da Billboard Modern Rock Tracks em 1993.
Stephen M. Deusner do Pitchfork Media disse:
| “ | Em músicas como... "Black", com vocalizações estranhamente dramáticas, há uma dinâmica miserável que a banda não seria capaz de capturar em lançamentos posteriores. | ” |

Em março de 2009, "Black" ficou disponível como download para a série Rock Band como uma master track, como parte do álbum Ten. A canção foi apresentada no episódio "Into the Blue" da série Cold Case em 2009.

## Performances ao vivo
"Black" foi tocada pela primeira vez ao vivo em 22 de outubro de 1990, em um concerto em Seattle, Washington no Off Ramp Café. O Pearl Jam tocou a música para o seu aparecimento no MTV Unplugged em 1992. Apresentações ao vivo de "Black" podem ser encontradas no box set "Dissident"/Live in Atlanta, no álbum ao vivo Live on Two Legs, em vários bootlegs oficiais, no álbum ao vivo Live at Benaroya Hall, no box set Live at the Gorge 05/06, e no Drop in the Park LP incluído na edição Super Deluxe da reedição de Ten. Apresentações da canção também estão incluídas no DVD Live at the Garden e no MTV Unplugged DVD incluído na reedição deTen.

## Posição nas paradas
| Ano  | Parada                    | Posição | Ref.  |
| 1993 | US Mainstream Rock Tracks | 3       | [ 8 ] |
| 1993 | US Modern Rock Tracks     | 20      | [ 8 ] |

## Créditos
- Eddie Vedder - vocal
- Stone Gossard - guitarra
- Mike McCready - guitarra
- Jeff Ament - baixo
- Dave Krusen - bateria

## Versões cover
| Banda          | Álbum                       | Nota                                                                                    |
| Aaron Lewis    | The Family Values 2001 Tour | ao vivo                                                                                 |
| The Knife      | Deep Cuts                   | Usa segmentos musicais que soam muito semelhantes ao de "Black" em "Behind the Bushes". |
| Bronson Arroyo | Covering the Bases          | Bronson Arroyo é um lançador de beisebol.                                               |
| Batching       | Homage                      |                                                                                         |
|                |                             |                                                                                         |